# Eliseo Ariotti
Eliseo Antonio Ariotti (ur. 17 listopada 1948 w Vailate) – włoski duchowny katolicki, arcybiskup, nuncjusz apostolski.

## Życiorys
7 maja 1975 otrzymał święcenia kapłańskie i został inkardynowany do diecezji Cremony. W 1982 rozpoczął przygotowanie do służby dyplomatycznej na Papieskiej Akademii Kościelnej. 
17 lipca 2003 został mianowany przez Jana Pawła II nuncjuszem apostolskim w Kamerunie i Gwinei Równikowej oraz arcybiskupem tytularnym Vibiana. Sakry biskupiej 5 października 2003 udzielił mu ówczesny Sekretarz Stanu Angelo Sodano. 
5 listopada 2009 został przeniesiony do nuncjatury w Paragwaju.
29 grudnia 2023 przeszedł na emeryturę.